# Lindsaea taeniata
Lindsaea taeniata är en ormbunkeart som beskrevs av K.U. Kramer. Lindsaea taeniata ingår i släktet Lindsaea och familjen Lindsaeaceae. Inga underarter finns listade.